# Baser Amer
 (juillet 2018).
Si vous disposez d'ouvrages ou d'articles de référence ou si vous connaissez des sites web de qualité traitant du thème abordé ici, merci de compléter l'article en donnant les références utiles à sa vérifiabilité et en les liant à la section « Notes et références ».
Pour les articles homonymes, voir Amer.
Baser C. Amer, né le 29 septembre 1992 à Davao, est un joueur de basket-ball professionnel philippin jouant dans l'équipe des Meralco Bolts au sein du championnat des Philippines (Philippine Basketball Association). Il est surnommé « Le marteau » depuis sa période universitaire, et porte toujours ce surnom aujourd'hui,.